# جون فورد (سياسي)
جون فورد (بالإنجليزية: Jon Ford)‏ هو سياسي أسترالي، ولد في 11 أغسطس 1958. حزبياً، نشط في حزب العمال الأسترالي. وقد انتخب Member of the Western Australian Legislative Council ‏ عن دائرة Mining and Pastoral Region ‏ (22 مايو 2001 – 21 مايو 2013).